# Cam Thành
Cam Thành là một xã cũ thuộc huyện Cam Lộ, tỉnh Quảng Trị, Việt Nam.

## Lịch sử
Ngày 16 tháng 6 năm 2025, Ủy ban Thường vụ Quốc hội ban hành Nghị quyết số 1680/NQ-UBTVQH15 về việc sắp xếp các đơn vị hành chính cấp xã của tỉnh Quảng Trị năm 2025. Theo đó, sắp xếp toàn bộ diện tích tự nhiên, quy mô dân số của các thị trấn Cam Lộ, xã Cam Thành, xã Cam Chính, xã Cam Nghĩa thành xã mới có tên gọi là xã Cam Lộ.

## Địa lý
Xã Cam Thành có diện tích 44,7 km², dân số năm 1999 là 6.986 người, mật độ dân số đạt 156 người/km².

## Hành chính
Xã Cam Thành được chia thành 12 thôn:
An Phước, Cam Phú, Cam Phú 3, Mỹ Tường, Quật Xá, Phan Xá Phường, Tân Định, Tân Phú, Tân Trang, Tân Xuân 1, Tân Xuân 2, Thượng Lâm.

## Lịch sử
Năm 1986: 
- Sáp nhập vào xã Cam Thành các thôn Quật Xá, Tân Mỹ, Tân Định, Phước Tuyền, An Hưng, Phan Xá, Tân Tường và Cam Phú của xã Cam Tuyền
- Sáp nhập vào xã Cam Tuyền các thôn Bắc Bình, An Thái, An Mỹ và Bích Lộ của xã Cam Thành.